# Pseudapistosia umber
Pseudapistosia umber är en fjärilsart som beskrevs av Pieter Cramer 1775. Pseudapistosia umber ingår i släktet Pseudapistosia och familjen björnspinnare. Inga underarter finns listade i Catalogue of Life.

## Bildgalleri

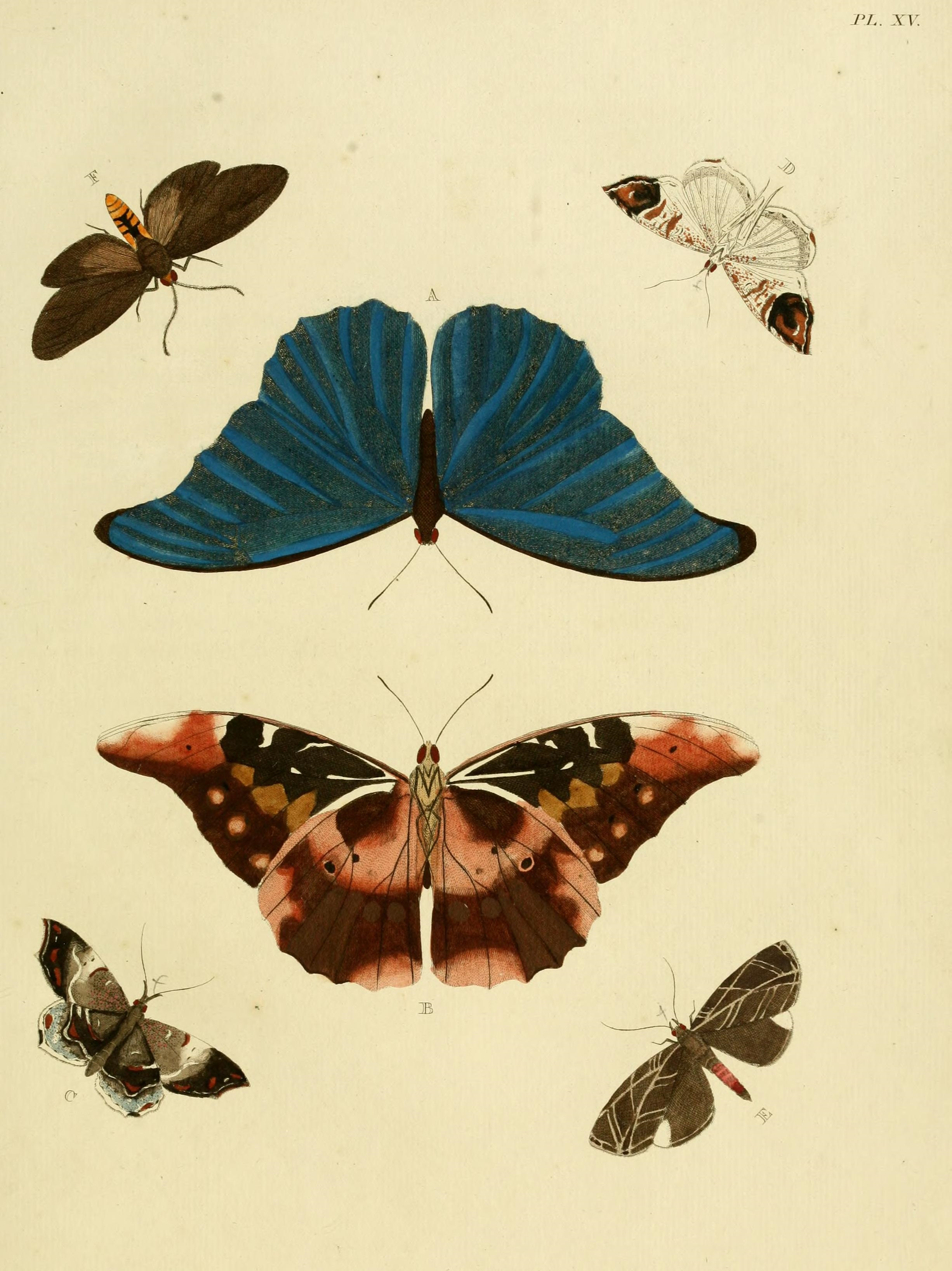